# Vlag van Zorgvlied

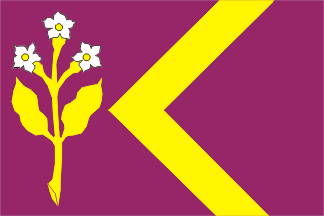
Dorpsvlag van Zorgvlied

De vlag van Zorgvlied werd op 1 januari 2000 door het Nederlandse dorp Zorgvlied in gebruik genomen.
De kleur paars duidt op de heidevelden rondom het dorp en impliceert ook het speciale dorpskarakter. Richting de mastzijde is een gele tabaksplant met drie witte bloemen afgebeeld. De tabaksplant staat voor de tabaksteelt, de teelt is door Verwer naar het dorp gebracht en is van groot belang geworden. Rechts van de plant is een gele keper opgenomen, die de typische vorm van het dorpsgebied symboliseert.
Het ontwerp van de vlag is van de hand van Piet Bultsma-Vos. De vlag werden door de dorpsheer aan de dorpsbewoners gepresenteerd tijdens de millenniumviering.

Wapen van Zorgvlied

Anloo
· Annen
· Annerveenschekanaal
· Dalen
· De Groeve
· Een
· Eext
· Eexterveen
· Eexterveenschekanaal
· Elim
· Gasselternijveen
· Gasteren
· Gieten
· Gieterveen
· Grolloo
· Hollandscheveld
· Nieuw-Weerdinge
· Noordscheschut
· Schoonoord
· Tiendeveen
· Uffelte
· Wapse
· Witteveen
· Yde-De Punt
· Zorgvlied